# Hannelore Burosch
Hannelore Burosch-Kühnert, född den 16 november 1947 i Rostock, Östtyskland, är en före detta handbollsmålvakt. Hon vann med Östtysklands damlandslag i handboll tre VM-guld 1971, 1975 och 1978.

## Karriär
SC Empor Rostock var hennes klubblag under hela karriären. Hannelore Burosch spelade för det östtyska landslaget under hela 1970-talet med tre vunna VM guld vid VM 1971, VM 1975 och VM 1978. Hon spelade också i det mindre framgångsrika VM-laget 1973. Hon spelade 131 landskamper för DDR.  Hon vann ett OS-silver i damernas turnering i samband med de olympiska handbollstävlingarna 1976 i Montréal.
1976 och 1979 fick hon ta emot den östtyska Vaterländischen Verdienstorden i Brons.